# Thomas Pègues
Thomas Pègues (nato August Herni Pègues; Marcillac-Vallon, 2 agosto 1866 – Dax, 28 aprile 1936) è stato un presbitero e saggista francese dell'Ordine dei Domenicani.

## Biografia
Figlio di Jean Louis Pègues e Julie Durand, in seguito adottò il nome di battesimo di Thomas. Fu ordinato sacerdote l'11 giugno 1892. Dedicò un dizionario alla Summa Theologiae di san Tommaso d'Aquino e dal 1909 al 1921 fu professore di teologia presso la Pontificia università "San Tommaso d'Aquino". Insegnò anche al convento domenicano di Saint-Maximin-la-Sainte-Baume, a Tolosa e a Pistoia.
Fu uno dei primi protagonisti del movimento anti-modernista. Nel 1907 pubblicò su Revue thomiste l'articolo intitolato 'L'hérésie du renouvellement ("L'eresia del rinnovamento") in cui sostiene che, separandosi dalla Scolastica e da san Tommaso, il pensiero moderno si è perso, motivo per cui unico dovere e unico mezzo per salvarlo è restituire a tale pensiero questa stessa dottrina, qualora lo desideri. Il suo Cathechism of the Summa Theologica del 1918 diede un notevole contributo ala diffusione del neotomismo presso il grande pubblico con un linguaggio semplice ed accessibile.

## Opere
- Commentaire français littéral de la « Somme théologique » de Saint Thomas d'Aquin : les passions et les habitus, Éditeur E. Privat, 1926
- Aperçus de philosophie thomiste et de propédeutique : précédés d'une lettre de Monseigneur Rivière, Archevêque d'Aix, Éditeur A. Blot, 1927
- Initiation thomiste, E. Privat, 1925
- Dictionnaire de la Somme théologique de Saint Thomas d’Aquin et commentaire français littéral, O.P, Tequi, 1935
- Saint Thomas d'Aquin et la guerre, Éditions Pierre Téqui, 1916
- Jésus-Christ dans l'évangile, Volume 1, Éditeur Lethielleux, 1899

in inglese
- Catechism of the Summa Theologica of Saint Thomas Aquinas: For the Use of the Faithful, trad. Ælred Whitacre, Londres : Burns, Oates and Washbourne, 1922.

Articoli di riviste
- Autour de l'Encyclique, in: Revue Thomiste, 1907, p. 663-674 (, 1907)
- La vie scientifique : Autour des fondements de la foi - Critique et tradition - Lettres à M. l'abbé Loisy, in: Revue Thomiste, 1904, p. 90-113 (1904),
- Capreolus thomistarum princeps, in: Revue Thomiste, 1899, p. 63-81 (1899)
- Chronique de morale,  in: Revue Thomiste, 1914, p. 340-361 (1914)
- Chronique de théologie morale spéculative, in: Revue Thomiste, 1910, p. 392-406 (1910)
- Chronique de théologie morale spéculative, in: Revue Thomiste, 1911, p. 381-405 (1911)
- Chronique de théologie morale spéculative, in: Revue Thomiste, 1913, p. 328-349 (1913)
- Commentaire littéral d'une question de la Somme théologique, in: Revue Thomiste, 1906, p. 255-336 (1906)
- Cri d'alarme, in: Revue Thomiste, 1906, p. 91-101 (1906)
- De axiomate extra ecclesiam nulla salus, Diss. theologica, Edmundus Dublanchy. Barri-Ducis, Constant-Laguerre, 1895, in: Revue Thomiste, 1896, p. 670-676 (1896)
- De la causalité des sacrements d'après le R.P. Billot, in: Revue Thomiste, 1903, p. 689-808 (1903)
- De la loi naturelle, in: Revue Thomiste, 1914, p. 396-422 (1914)
- De l'erreur très pernicieuse du laïcisme : discours prononcé à Rome, dans le Palais de la Chancellerie, en la réunion solennelle de l'Académie Romaine de Saint-Thomas-d'Aquin, in: Revue Thomiste, 1925, p. 197-221 (1925)
- Des droits de l'Etat en matière d'Enseignement 1, in: Revue Thomiste, 1906, p. 430-454 (1906)
- Des droits de l'Etat en matière d'Enseignement 2, in: Revue Thomiste, 1906, p. 547-570 (1906)
- Des principales erreurs condamnées sous le nom d'Américanisme, in: Revue Thomiste, 1901, p. 127-142 (1901)
- Des vertus théologales. Question LXII de la Prima secundæ, in: Revue Thomiste, 1913, p. 385-405 (1913)
- Du rôle de Capreolus dans la défense de saint Thomas, in: Revue Thomiste, 1899, p. 507-529 (1899)
- Jésus de Nazareth, in: Revue Thomiste, 1898, p. 739-765 (1898)
- La biographie de Jean Capreolus, in: Revue Thomiste, 1899, p. 317-334 (1899)
- La vie scientifique : La question du Saint-Suaire de Turin - Le linceul du Christ, in: Revue Thomiste, 1902, p. 348-357 (1902)
- La question XLIV de la Somme théologique, in: Revue Thomiste, 1908, p. 311-340 (1908)
- La raison devant le mystère de la Trinité, in: Revue Thomiste, 1906, p. 681-703 (1906)
- La théorie du pouvoir dans saint Thomas, in: Revue Thomiste, 1911, p. 591-616 (1911)
- L'autorité des Encycliques pontificales, d'après saint Thomas, in: Revue Thomiste, 1904, p. 513-532 (1904)
- Le Christ des premiers chrétiens d'après M. Harnack, in: Revue Thomiste, 1898, p. 32-64 (1898)
- La vie scientifique : le livre de M. l'Abbé Loisy, in: Revue Thomiste, 1903, p. 70-88 (1903)
- La vie scientifique : l'enquète du Dr Rifaux, in: Revue Thomiste, 1907, p. 216-222 (1907)
- L'evolution créatrice, in: Revue Thomiste, 1908, p. 137-163 (1908)
- L'hérésie du renouvellement, in: Revue Thomiste, 1907, p. 280-312 (1907)
- Pourquoi donc saint Thomas?, in: Revue Thomiste, 1918, p. 1-25 (1918)
- Pouvons-nous sur cette terre arriver à connaître Dieu, in: Revue Thomiste, 1900, p. 50-76 (1900)
- Qu'est-ce qu'un dogme?, in: Revue Thomiste, 1905, p. 438-454 (1905)
- La vie scientifique : Questions de principes concernant l'exégèse catholique contemporaine, par le R.P. F.B. Lacome, in: Revue Thomiste, 1904, p. 599-605 (1904)
- Chronique de théologie morale spéculative, in: Revue Thomiste, 1912, p. 347-370 (1912)
- Si le mot Verbe, en Dieu, est un nom personnel, in: Revue Thomiste, 1907, p. 468-487 (1907)
- Si les sacrements sont causes perfectives de la grâce, in: Revue Thomiste, 1904, p. 339-356 (1904)
- Théologie thomiste d'après Capreolus 1 : de la voie rationelle qui nous conduit à Dieu, in: Revue Thomiste, 1900, p. 288-309 (1900)
- Théologie thomiste d'après Capreolus 2 : l'ideé de Dieu en nous, in: Revue Thomiste, 1900, p. 505-530 (1900)
- Théologie thomiste d'après Capreolus 3 : la Trinité des personnes en Dieu, in: Revue Thomiste, 1901, p. 694-715 (1901)
- Un nouveau manuel de Théologie, in: Revue Thomiste, 1906, p. 571-575 (1906)
- Une conversion due à Capreolus, in: Revue Thomiste, 1905, p. 530-553 (1905)
- Une pensée de saint Thomas sur l'inspiration scripturaire, in: Revue Thomiste, 1895, p. 95-112 (1895)